# Alfonso Parras Vílchez
Alfonso Parras Vílchez (Torredelcampo, 27 de febrero de 1934 - Jaén, 14 de junio de 2013) fue un pintor español que destacó especialmente por sus paisajes de la provincia de Jaén y su atmósfera. Asimismo, se centró en los retratos. Sus técnicas variaban del óleo al carboncillo o el betún.

## Biografía
Con diez años, su familia se traslada de Torredelcampo a la capital, Jaén, donde inicia sus estudios, simultaneándolos con su asistencia a Escuela de Artes y Oficios. En ella conseguiría hacerse con el primer de dibujo durante dos años consecutivos.
Tras graduarse en la Escuela de Peritos Industriales de Jaén en 1958, ingresa en la Academia de las Artes Santa Isabel de Hungría de Sevilla. Durante varios años ejerció como docente en las Escuelas de Formación Profesional de Martos y en la Escuela de Maestría Industrial de Jaén. Posteriormente, en la década de los sesenta, se le concedió por parte de la Diputación y Ayuntamiento de Jaén conjuntamente una beca para continuar con sus estudios artísticos en Roma y más tarde en París, donde se relaciona con la vanguardia artística de la época. Tras esta etapa formativa volvió a Jaén, donde instaló su primer estudio, y más tarde en Granada. Dedicó su extensa vida profesional en exclusiva a la creación artística. Realizó exposiciones en ciudades como Madrid, Valencia, Barcelona, Bilbao, etc.

## Reconocimientos
- Fue considerado por la crítica como el pintor más representativo de la escuela paisajística jiennense.[5]
- Hijo Predilecto de la Villa de Torredelcampo.[3]
- Premio Comprometidos 2012, por su compromiso con la sociedad jiennense.[7]
- Pintor Oficial de las Sierras de Segura y las Villas.[3][2]
- Pintor Oficial de las Islas Canarias.[3][2]
- El ayuntamiento de Torredelcampo le otorgó en 1986 su nombre a una calle.[3]
- Primer Premio de la Exposición Nacional de Bellas Artes, celebrada en Jaén en 1959.[6]
- Desde el 27 de marzo de 2015 se exponían 25 obras suyas en una sala permanente a su nombre en el edificio del Banco de España en Jaén,[8] pero en febrero de 2017 el Ayuntamiento de Jaén renuncia a dicha exposición, al no poder garantizar la adecuada conservación de las obras.[9]